# Sven Dimborg

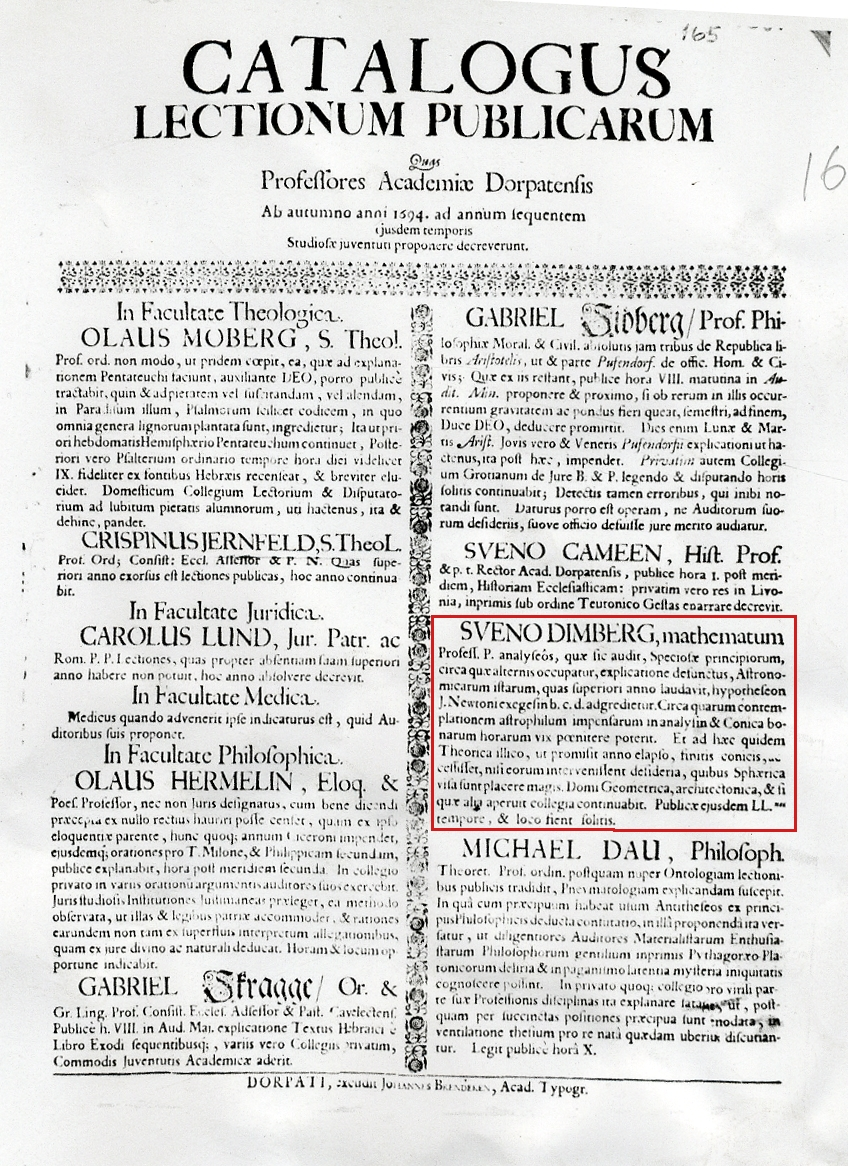
Föreläsningskatalog för Academia Gustavo Carolina i Dorpat hösten 1694. Beträffande Sven Dimberg annonseras om hans fortsatta föreläsningar om Isaac Newton

Sven Dimborg, före adlandet Sven Dimberg, född 1661 i Dimbo i Västergötland, död 12 juni 1731 i Stockholm, var en svensk akademiker och jurist.

## Biografi
Sven Dimberg var sonson till kyrkoherden i Dimbo pastorat i Skara stift Sven Svenonis (död 1633) och Margareta Arvidsdotter. Han var son till kyrkoherden i Sunnersbergs pastorat i Skara stift Andreas Svenonis Dimbodius (1627–1675) och Christina Gyltbackia.
Sven Dimberg blev student vid Uppsala universitet 1676 och vid Åbo akademi 1677. Han var åter i Uppsala i januari 1681, där han responderade 1683. Han disputerade i Uppsala 1685 och blev magister samma år. Efter examen reste han i Europa, bland annat i England, där han inköpte Isaac Newtons Philosophiae Naturalis Principia Mathematica, som publicerades 1687.
Han blev professor 1668 och också bibliotekarie 1689 vid Åbo akademi. Han blev professor i matematik, optik och mekanik vid Academia Gustavo Carolina 1690 och assessor i livländska hovrätten 1706. Sven Dimberg var troligen den förste som introducerade Newtons nya naturvetenskapliga teorier vid ett svenskt universitet.
Han var därefter lagman i Dalbo lagsaga från 1718. Han adlades 1719-06-23 (introducerad 1720 under nr 1619). Han var lagman i Ångermanland och Västerbottens lagsaga 1722–1730.

### Familj
Sven Dimberg gifte sig 1691 med Maria Christina Jonasdotter Merling (1672–1742). Paret hade inga barn.